# Tomba Kanssa
Tomba Kanssa é uma cidade e subprefeitura da Guiné, anexa à prefeitura de Siguiri e à região de Kankan.

## subdivisão administrativa
Tomba Kanssa é composta por seis distritos.
| distritos      | Setores                 |
| -------------- | ----------------------- |
| Tomba Kanssa   | Tomba Doula             |
| Tombani        | Tomba Fontou            |
| Tomba Kobila   | Tomba Boufe             |
| beretela kansa | Beretela Doula See More |
| Berela         | Madina Koura            |
| Bougoulan      | kebebesebeya            |

## História

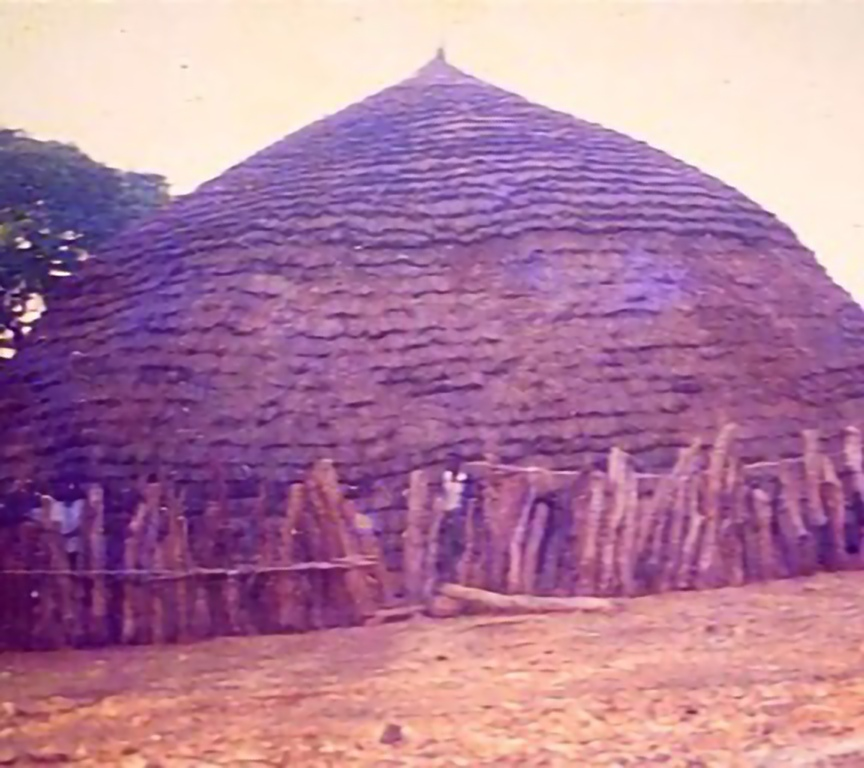
A antiga grande mesquita no coração da cidade de tomba kanssa Esta mesquita foi construída em 1930 com tijolos cozidos, foi reformada em 2004

Tomba Kanssa é uma subprefeitura da Guiné criada em 2021 e anexa à prefeitura de Siguiri na região de Kankan.

## Educação

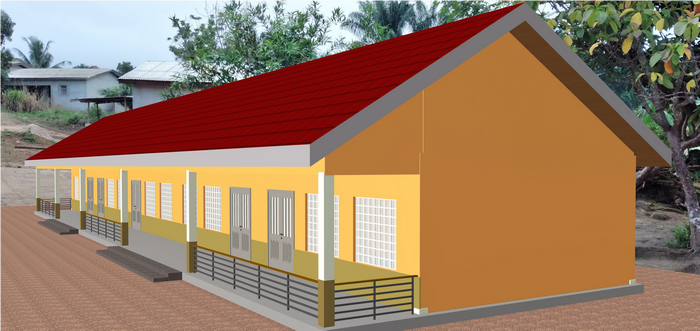
TOMBA KANSSA NAFA CENTER

Em parceria com a gestão do Nordgold, a empresa de mineração de Dinguiraye (SMD) está construindo uma escola técnica de artes e ofícios em Tomba Kanssa, este centro NAFA (centro de alfabetização e aprendizagem de um comércio) contribuirá para a capacitação através de programas de alfabetização funcional, treinamento e aprendizagem para mulheres e meninas das subprefeituras de Tomba Kanssa o objetivo é facilitar o acesso à educação e melhorar a qualidade da educação, contribuindo assim para a realização dos requisitos da política setorial do governo em educação que identificou como prioridades o desenvolvimento de infra-estruturas escolares, recreativas e educacionais,

## População
Em 2016, o número de habitantes é estimado em 32867 , isto a partir de uma extrapolação oficial do censo de 2014 que contabilizou   .